# Bolesław Wydra
Bolesław Wydra (ur. 1 stycznia 1897 w Końskowoli, zm. ?) – działacz niepodległościowy.

## Życiorys
Urodził się 1 stycznia 1897 w Końskowoli, w rodzinie Karola i Zuznany z Grzędzińskich. Z zawodu był fryzjerem.
7 sierpnia 1915 wstąpił do Legionów Polskich . Od 28 sierpnia 1915 do 8 lipca 1916 służył w polu w 10. kompanii III baonu 6 Pułku Piechoty . 9 kwietnia 1917 był odnotowany w Domu Ozdrowieńców w Kamieńsku i przedstawiony do odznaczenia Krzyżem Wojskowym Karola .
W latach 30. XX wieku był pracownikiem cywilnym Wojska Polskiego. Mieszkał w Lublinie przy ul. Wieniawskiej 4.
Autorzy „Księgi Cmentarnej Charkowa” wśród ofiar sowieckiej zbrodni wymienili Bolesława Wydrę syna Bolesława ur. 1 stycznia 1907 w Końskowoli.

## Ordery i odznaczenia
- Krzyż Niepodległości – 9 października 1933 „za pracę w dziele odzyskania niepodległości”[5][1]